# Spencer Fullerton Baird
Spencer Fullerton Baird (3 de febrero de 1823–19 de agosto de 1887) fue un herpetólogo, ornitólogo e ictiólogo estadounidense.
Baird nació en Pensilvania. Se graduó en la Universidad de Dickinson, Carlisle, Pensilvania en 1840 y el año siguiente hizo una excursión ornitológica a través de las montañas de Pensilvania, caminando dice uno de sus biógrafos, 640 km en veintiún días y los últimos días 100 km. En 1838 se encontró con John James Audubon y desde aquel momento sus estudios eran principalmente ornitológicos, Audubon le da una parte de su propia colección de pájaros.
Después de estudiar medicina durante un tiempo, Baird se hizo profesor de historia natural en la Universidad de Dickinson en 1845, también asumiendo los deberes de química y dando instrucción en fisiología y matemática. Esta variedad de deberes en una universidad pequeña tendió a darle amplitud de interés científico que lo caracterizó a través de la vida y le hizo quizás el hombre del general más representativo de ciencia en América.
En el periodo de 1850 y 1878, fue ayudante del secretario de la Institución Smithsoniana en Washington D. C. dónde animó a jóvenes naturalistas en el Club de Megatherium. A la muerte de Joseph Henry fue el secretario. De 1871 hasta su muerte fue Comisionado estadounidense de Peces y de Pesca.
Mientras fue funcionario del Smithsonian, los deberes de Baird incluyeron la superintendencia. Así, sus propios estudios y las escrituras publicadas cubren un rango ancho: la iconografía, la geología, la mineralogía, la botánica, la antropología, la zoología general y en particular, ornitología; mientras por una serie de años revisó un volumen anual que resume el progreso en todas las líneas científicas de investigación.
Como superintendente general, entre 1850 y 1860, autorizó varias expediciones gubernamentales (incluso los Pacífico Ferrocarril Estudios) para la exploración científica de los territorios occidentales de los Estados Unidos, preparando para ellos un manual de Instrucciones a los Coleccionistas.
De sus propias publicaciones, la bibliografía recopilada por George Brown Goode, de 1843 al cierre de 1882, incluye 1063 entradas de las cuales 775 eran los artículos cortos en su Registro Anual. Sus volúmenes más importantes, en general, eran Catálogo de Reptiles norteamericanos (1853, con Charles Frédéric Girard), Pájaros, en la serie de informes de exploraciones y estudios para una ruta ferrocarril del río de Misisipi al océano de Pacífico (1858) del que el Dr Elliott Coues dice que ejerció una influencia quizás más fuerte y más ampliamente que cualquiera de sus predecesores, Audubon y Wilson no ha exceptuado y marcado una época en la historia de la ornitología estadounidense; los Mamíferos de América del Norte: las Descripciones se basaron en las Colecciones en la Institución Smithsoniana (Filadelfia, 1859); y el trabajo monumental (con Thomas Mayo Brewer y Robert Ridgway) la Historia de Pájaros norteamericanos (Boston, 1875-1884; los Pájaros de la Tierra, 3 vols., Pájaros de agua, 2 vols).
Murió en el gran laboratorio biológico marino a los Bosques Agujeree, Massachusetts, una institución resultado de sus propios esfuerzos y que ha ejercido un efecto enorme en la ictiología científica y económica.

## Abreviatura (zoología)
La abreviatura Baird  se emplea para indicar a Spencer Fullerton Baird como autoridad en la descripción y taxonomía en zoología.

## Honores

### Epónimos
Género
- Bairdiella de Sciaenidae fue nombrado en su honor por Theodore Gill en 1861.

Especies que le fueron dedicadas
- Alepocephalus bairdii, Goode & Bean, 1879
- Ammodramus bairdii, (Audubon, 1844)
- Berardius bairdii, Stejneger, 1883
- Calidris bairdii, Coues, 1861
- Campephilus bairdii (ahora C. principalis bairdii), Cassin, 1863
- Chionoecetes bairdi, Rathbun, 1924
- Cottus bairdii, Girard, 1850
- Cyprinodon macularius, Girard, 1853
- Eunephrops bairdii S.I.Smith, 1885
- Microspathodon bairdii, (Gill, 1862)
- Nezumia bairdii, (Goode & Bean, 1877)
- Pantherophis bairdi, (Yarrow, 1880)
- Salvadora bairdi, Jan, 1860
- Tapirus bairdii, tapir de Baird, (Gill, 1865)
- Trogon bairdii, Lawrence, 1868